# Anthurium rigidifolium
Anthurium rigidifolium Engl. – gatunek wieloletnich, niskopączkowych, zielnych epifitów lub semiepifitów z rodzaju anturium w rodzinie obrazkowatych, endemiczny dla Ekwadoru.
Znanych jest jedynie 14 populacji tego gatunku, występujących na zachodnich i wschodnich zboczach Andów, w prowincjach Azuay, Carchi, Cotopaxi, Loja, Napo, Pichincha, Tungurahua i Zamora-Chinchipe.

## Systematyka i zmienność
Pozycja gatunku według Croata i ShefferaNależy do sekcji Belolonchium Schott emend Engl., obejmującej gatunki anturium o sercowatych liściach oraz budowie innych organów nie pozwalającej zakwalifikować ich do innych sekcji.
Typ nomenklatorycznyOkaz zielnikowy zebrany przez Luisa Sodiro w 1889 roku na zboczu wulkanu Pichincha (na wysokości 3300 m) w Ekwadorze. Okaz ten przechowywany jest w herbarium Berlińskiego Ogrodu Botanicznego w Berlin-Dahlem. Okaz zielnikowy tego gatunku przechowywany jest też w herbarium Conservatoire et Jardin botaniques de la Ville de Genève, a zdjęcie w Muzeum Historii Naturalnej w Chicago.

## Zagrożenie i ochrona
Anthurium rigidifolium jest uwzględniony w Czerwonej księdze gatunków zagrożonych z kategorią LC (mniejszej troski). Nie potwierdzono obecności tego gatunku w żadnym z obszarów chronionych, niemniej zakłada się, że rośliny te mogą występować wewnątrz rezerwatów w wyższych partiach Andów. Z uwagi na niewielką liczbę znanych populacji tego gatunku został on uznany za zagrożony wyginięciem, przede wszystkim z uwagi na niszczenie siedlisk.